# Westphalweg (métro de Berlin)
Westphalweg est une station de la ligne 6 du métro de Berlin, dans le quartier de Mariendorf.

## Géographie
La station se situe sur Mariendorfer Damm, en dehors du Ringbahn de Berlin.

## Histoire
La station fait partie de l'extension de la ligne CII vers le sud dont les travaux commencent en 1961.
En 2009, la BVG retire les panneaux publicitaires.

## Correspondances
La station de métro a une correspondance avec la ligne d'omnibus 282 de la BVG.